# Amandus Polanus von Polansdorf
Amandus Polanus von Polansdorf (né le 16 décembre 1561 à Troppau, mort le 7 juillet 1610 à Bâle) est un théologien protestant allemand.

## Biographie
Amandus Polanus von Polansdorf, fils de l'écrivain municipal Heinrich Polanus von Polansdorf, est issu d'une famille noble et grandit comme un luthérien. Au gymnasium de Breslau, il subit l'influence du directeur Petrus Vincentius, influencé par les philippistes et plus tard le défenseur de la prédestination calviniste. Il va à l'université de Tübingen, où il commence ses études de théologie en 1583, dans les universités de Bâle, Genève et Heidelberg. En 1590, il reçoit le doctorat en théologie à Bâle et est d'abord comme prédicateur à Eibenschütz, en Moravie. En 1596, il rentre à Bâle pour occuper le poste de professeur dans le domaine de l'Ancien Testament à l'Université en succession de Johannes Brandmüller. Il tient cette activité jusqu'à sa mort. En 1600 et 1609, il y remplit les fonctions de recteur de l'université. Parallèlement, il travaille en étroite collaboration avec l'antistès Johann Jakob Grynaeus, dont il épouse la fille Maria (1573-1605) en 1596. Ensemble, ils ramènent le pastorat de Bâle à une orthodoxie réformée stricte.
Amandus Polanus von Polansdorf publie en 1603 à Genève une première traduction biblique calviniste. Elle est basée sur la Bible de Luther, cependant Polanus adapte de nombreuses formulations au sens calviniste. Cette traduction provoque une forte indignation parmi les luthériens. Son œuvre la plus influente est Syntagma theologiae christianae, une vaste étude dogmatique réformée, publiée pour la première fois en 1609, grande référence de Karl Barth.